# John Putch
John Putch (* 27. Juli 1961 in Chambersburg, Pennsylvania) ist ein US-amerikanischer Filmschauspieler, Filmregisseur, Drehbuchautor, Filmproduzent und Filmeditor.

## Leben
John Putch ist der älteste Sohn der Filmschauspielerin Jean Stapleton und des Theaterregisseurs William H. Putch; seine jüngere Schwester heißt Pamela. Seine ersten Erfahrungen als Schauspieler machte er im Theater seines Vaters, dem Totem Pole Playhouse, in Fayetteville, Pennsylvania.
Sein Filmdebüt erfolgte 1973, im Alter von zwölf Jahren, an der Seite seiner Mutter, in der US-Sitcom All in the Family. Beide standen auch in Engelsstaub ist tödlich, einem Drama von 1981 gemeinsam vor der Kamera.
Seitdem stand Putch in zahlreichen Spielfilmen und Fernsehserien vor der Kamera; als 24-Jähriger, 1985, gab er auch sein Debüt als Regisseur, Produzent und Autor. Sein Schaffen als Regisseur umfasst mehr als 50 Produktionen, vornehmlich für das Fernsehen.

## Filmografie (Auswahl)

### Schauspieler
Spielfilme
- 1981: Engelsstaub ist tödlich (Angel Dusted)
- 1981: Die Welle (The Wave)
- 1983: Der weiße Hai 3-D (Jaws 3-D)
- 1986: Welcome to 18 – Jetzt wird’s gefährlich (Welcome to 18)
- 1987: Doppelagent (Double Agent)
- 1988: Zeit des Grauens (Something Is Out There)
- 1988: Straße der Träume (Street of Dreams)
- 1990: Stadt in Panik (After the Shock)
- 1993: Verabredung mit einem Killer (Beyond Suspicion)
- 1994: Das Kartell (Clear and Present Danger)
- 1994: Ferien total verrückt (Camp Nowhere)
- 1994: Star Trek: Treffen der Generationen (Star Trek: Generations)
- 1996: Justin – Allein im Wald (Alone in the Woods)
- 1997: Ein Geist auf vier Pfoten (Ghost Dog)
- 1998: Stadt der Engel (City of Angels)
- 1998: Freedom Strike – Die Achse des Bösen (Freedom Strike)
- 1998: Spoiler – Verdammt im Eis (Spoiler)
- 1998: Tycus – Tod aus dem All (Tycus)
- 1999: Fugitive Mind – Der Weg ins Jenseits
- 2000: Final Crash – Concorde in den Tod (Crash Point Zero)
- 2000: Chain of Command – Helden sterben nie (Chain of Command)

Fernsehserien
- 1985: Fame – Der Weg zum Ruhm (Fame)
- 1985: Ein Colt für alle Fälle (The Fall Guy)
- 1982/1984/1986: Jede Menge Familie (Family Ties)
- 1986: Polizeirevier Hill Street (Hill Street Blues)
- 1988/1989: Raumschiff Enterprise – Das nächste Jahrhundert (Star Trek: The Next Generation)
- 1989: 21 Jump Street – Tatort Klassenzimmer (21 Jump Street)
- 1991: Seinfeld (Seinfeld)
- 1992–1993: Nicht ohne meine Mutter (Room for Two)
- 1995: Ein Hauch von Himmel (Touched by an Angel)
- 1999: L.A. Heat
- 1999: Hör mal, wer da hämmert (Home Improvement)

### Regisseur/Autor/Produzent
- 1996: Justin – Allein im Wald (Alone in the Woods)
- 1997: Ein Geist auf vier Pfoten (Ghost Dog)
- 1998: Tycus – Tod aus dem All (Tycus)
- 2000: Intrepid – Kreuzfahrt ins Verderben (Intrepid)
- 2002–2005: Keine Gnade für Dad (Grounded for Life)
- 2003: BachelorMan
- 2005: Der Poseidon-Anschlag (The Poseidon-Adventure)
- 2007, 2009–2010: Scrubs (Fernsehserie)
- 2009: American Pie präsentiert: Das Buch der Liebe (American Pie presents: Book of Love)
- 2009–2015: Cougar Town (Fernsehserie)
- 2011: Beethovens abenteuerliche Weihnachten (Beethoven's Christmas Adventure)
- 2012: Atlas Shrugged II: The Strike
- 2016: The Father and the Bear
- 2017–2019: American Housewife (Fernsehserie)

## Auszeichnungen
Goldene Himbeere
- 2013: Nominierung in der Kategorie Schlechteste Regie für Atlas Shrugged II: The Strike